# Oleksandrivka, Domanivka
Oleksandrivka (în ucraineană Олександрівка) este localitatea de reședință a comunei Oleksandrivka din raionul Domanivka, regiunea Mîkolaiiv, Ucraina.

## Demografie
Componența lingvistică a localității Oleksandrivka
     Ucraineană (82,34%)
     Română (15,84%)
     Rusă (1,82%)
Conform recensământului din 2001, majoritatea populației localității Oleksandrivka era vorbitoare de ucraineană (82,34%), existând în minoritate și vorbitori de română (15,84%) și rusă (1,82%).